# Galway
Galway (en irlandés: Gaillimh) o Galvia es la capital del condado de Galway, en Irlanda. La ciudad se encuentra en la costa oeste de la isla, en el rincón noroccidental de la bahía de Galway. El río Corrib atraviesa la ciudad. Juvenil y dinámica, es una de las ciudades con más crecimiento económico de la Unión Europea, con una población de 79.504 habitantes (según el censo de 2016), aumenta constantemente con la llegada de estudiantes a sus dos universidades, la National University of Ireland, Galway y la GMIT.

## Historia antigua

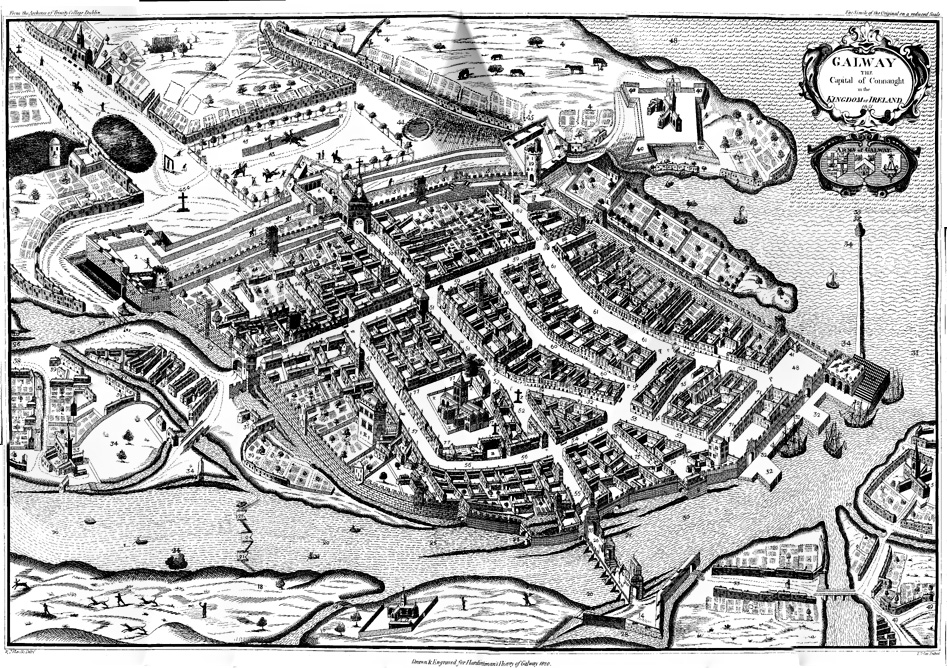
Mapa de ciudad amurallada de Galway (1651)

Con más de ocho siglos desde su fundación, Galway, en gaélico Gaillimh (de gall y am, "río rocoso"), debe su nombre al lecho de piedras del Corrib, el río que la atraviesa. Aunque, si hemos de creer en las leyendas, el origen del topónimo se hallaría en la mitología celta, según la cual Galvia, hija del rey Breasal, se ahogó cerca de una roca en el Corrib. Finalmente, una corriente minoritaria de historiadores defiende que el nombre es una derivación del término latino Gallaeci (Gallaecia), tierra con la que los ancestros de Galway habrían tenido fluidas relaciones desde tiempos muy remotos.

## Desde su fundación
Dún Bhun na Gaillimhe (Fuerte en los bajos del Gaillimh) fue construido en 1124, por el rey de Connacht, Toirdelbach Ua Conchobair (1088-1156). Fue en un principio un pequeño asentamiento que creció alrededor del fuerte. Durante la invasión normanda de Connacht alrededor de 1230, Galway fue asediada y capturada por Richard Mór de Burgh, uno de los invasores anglonormandos, llegó a estas latitudes e intentó tomar el castillo defendido por el clan local de los O'Flaherty. Tras dos años de asedios, consiguió su objetivo. Desde 1232, acosada por las tribus irlandesas, la villa de Galway creció amurallada y fiel al trono inglés. De la mano de los dirigentes normandos, unas cuantas familias monopolizaron los principales negocios. Esta fue la génesis de las llamadas catorce tribus de Galway, apelativo que los soldados de Oliver Cromwell dedicarían siglos después a los poderes fácticos de la ciudad.
En los albores del siglo XIV, la villa ya comenzaba a perfilarse como un pujante puerto comercial en el que los vinos españoles eran muy apreciados. Quizá la más importante de esas familias fue la de los Lynch que construyeron la iglesia de Saint Nicholas, considerada como la segunda parroquia medieval más grande y mejor conservada de Irlanda.

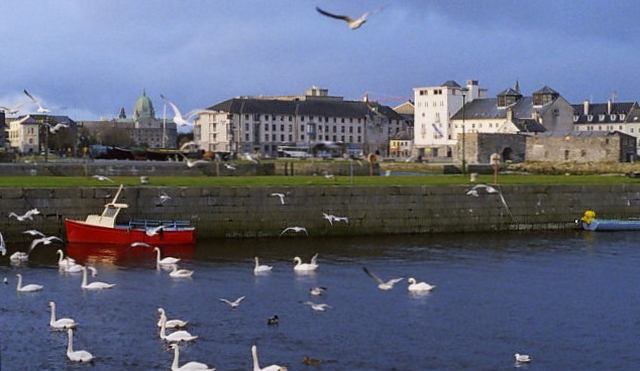
Imagen del río Corrib entre la catedral y los arcos españoles (Spanish Arch).

## Relación con España y Chile
La ciudad de Galway fue destino habitual de barcos españoles en los siglos XV y XVI, en el antiguo muelle aún se conservan arcos, justo delante del Spanish Parade. El comercio del vino, el cual era el centro de casi todas las transacciones comerciales en Galway; la pesca del salmón, disputada entre franceses, portugueses, ingleses y españoles, los cuales se salieron con la suya cuando Felipe II accedió a pagar 1000 libras por el derecho español a pescar, la lucha contra el protestantismo y la común aversión a Inglaterra propiciaron una gran cooperación.
"Todo en esta ciudad tiene un aire a España". Cuando el viajero escocés Robert Graham visitó Galway en 1836, escribió que la soberbia, que según sus prejuicios era típica de la península ibérica, definía a sus habitantes, y que en los callejones se podía percibir el ambiente de "duelo e indolencia" propio de latitudes más meridionales[cita requerida].
Muchos de sus habitantes migraron a territorios españoles tras la invasión inglesa de Irlanda. Uno de ellos fue el capitán John Augustine Evans, quien viajó a Chile en la HMS Wager junto a Lord Byron hundiéndose en el Archipiélago de los Chonos. Viajó hacia el norte con sus Royal Marines. Evans fue el segundo irlandés en Chile después de Ambrosio O'Higgins. Este le pidió administrar la Hacienda de Perquilauquén, perteneciente a la Corona española. Evans cambió su apellido a Ibáñez siendo el primero de una larga familia chilena que ha ocupado importantes posiciones en dicha sociedad incluyendo su bisnieto Carlos Ibáñez del Campo, Presidente de Chile en dos ocasiones.

## Patrimonio

Nuestra señora de la Asunción y San Nicolás, Catedral Católica de Galway

- La catedral católica de Nuestra señora de la Asunción y San Nicolás

- El museo de Galway y los Arcos españoles (City Museum and Spanish Archs)

- Nora Barnacle's museum pequeño museo (solamente abierto en verano) dedicado a James Joyce, uno de los más grandes escritores irlandeses. El museo está situado en la antigua casa de Nora Barnacle, la esposa de James Joyce.

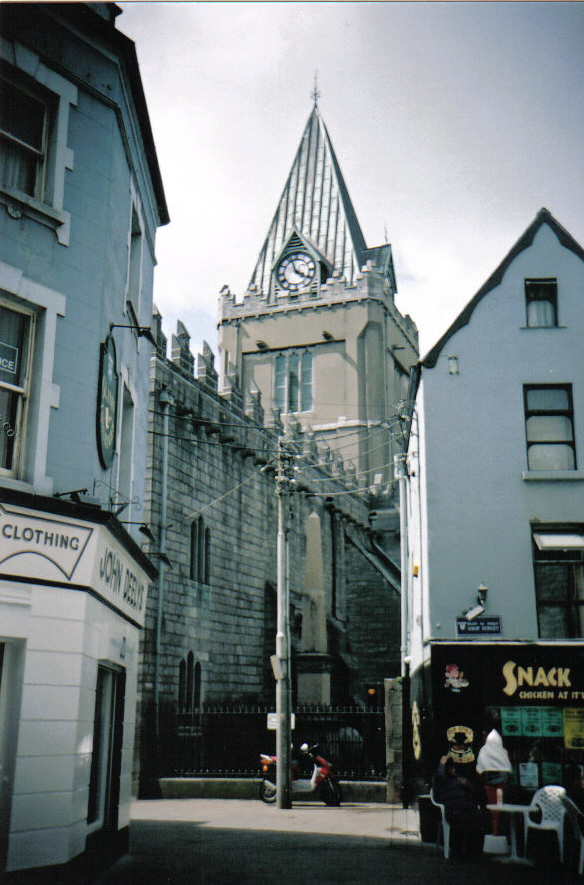
St. Nicholas Church, la iglesia medieval más grande de Irlanda

- El castillo de los Lynch antigua mansión de la familia Lynch, una de las 12 tribus de Galway, situada en la esquina de Shop Street con la Abbey Gate Street Upper. Es un buen ejemplo de conservación y adaptación de edificios antiguos a ciudades modernas: Actualmente se encuentran aquí una sucursal del AIB en Galway.

- El tribunal de Justicia y el antiguo Ayuntamiento (Court House & Town Hall). Ambos datan de 1818 pero han sufrido muchas rehabilitaiones. El ayuntamiento se trasladó en 1901. Actualmente sirve como teatro.

- St. Nicholas Church de la Iglesia de Irlanda, fundada en 1320, gracias a la célebre familia Lynch, en honor a Saint Nicolás de Myra, santo patrón de los marinos. Recibió la visita de Cristóbal Colón en 1477.

- El molino del puente (Bridge Mills) situado a uno de los lados del puente O'Brien, sobre el río Corrib.

- La calle de las compras (Shop Street) construida en el siglo XVIII.

- La presa y el puente de Salmón. El puente del salto del Salmón fue construido en 1818

- El festival de música medieval de Galway (Galway Early Music Festival)

- El festival de las ostras en Galway. (Galway Oyster Festival)

- Galway Races. Seguramente las más famosas carreras de caballos de Irlanda.

## Galería

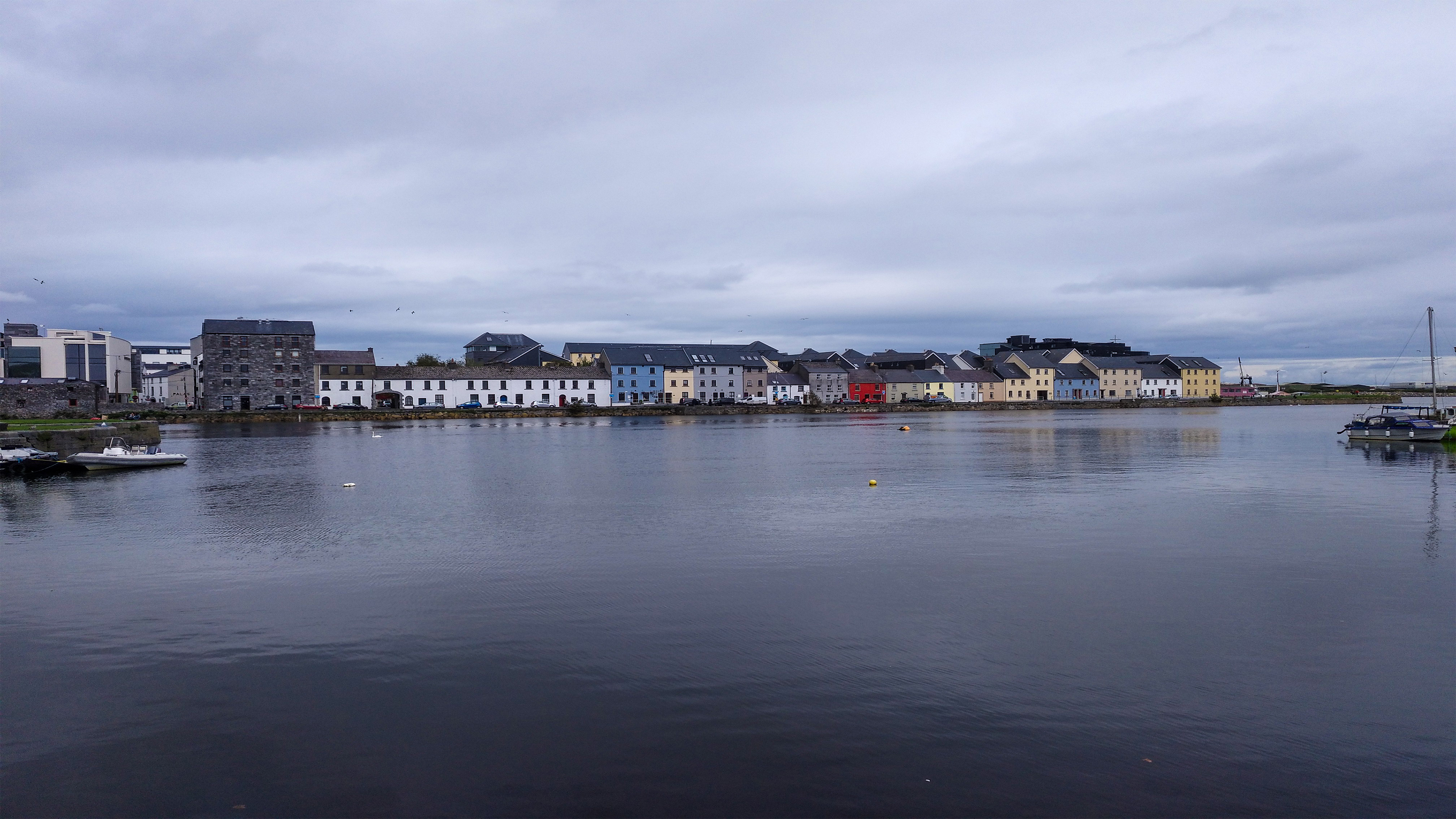
Spanish Arch y The Long Walk fotografiado desde Claddagh
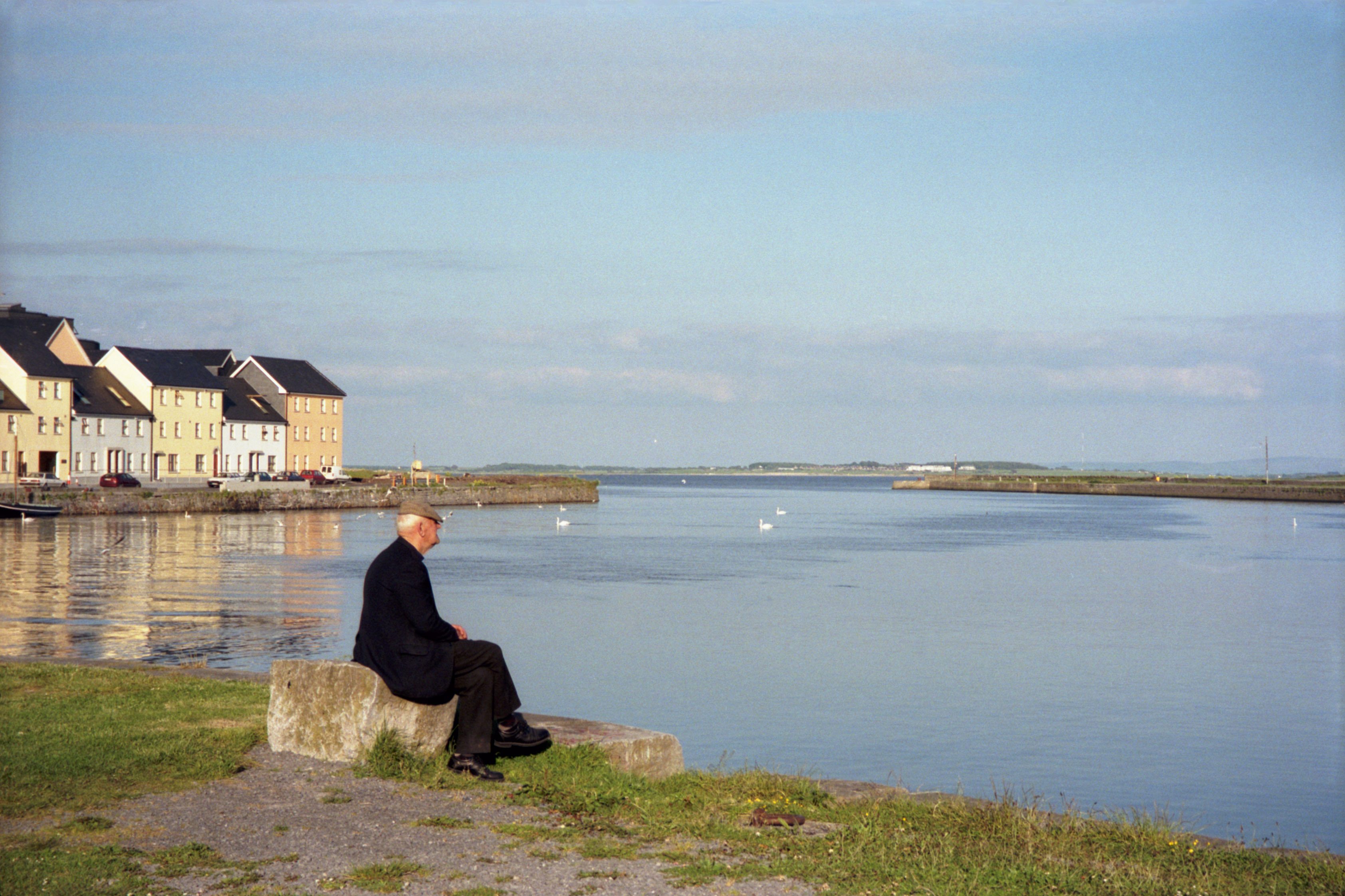
Muelle de Ballyknow, Puerto de Galway
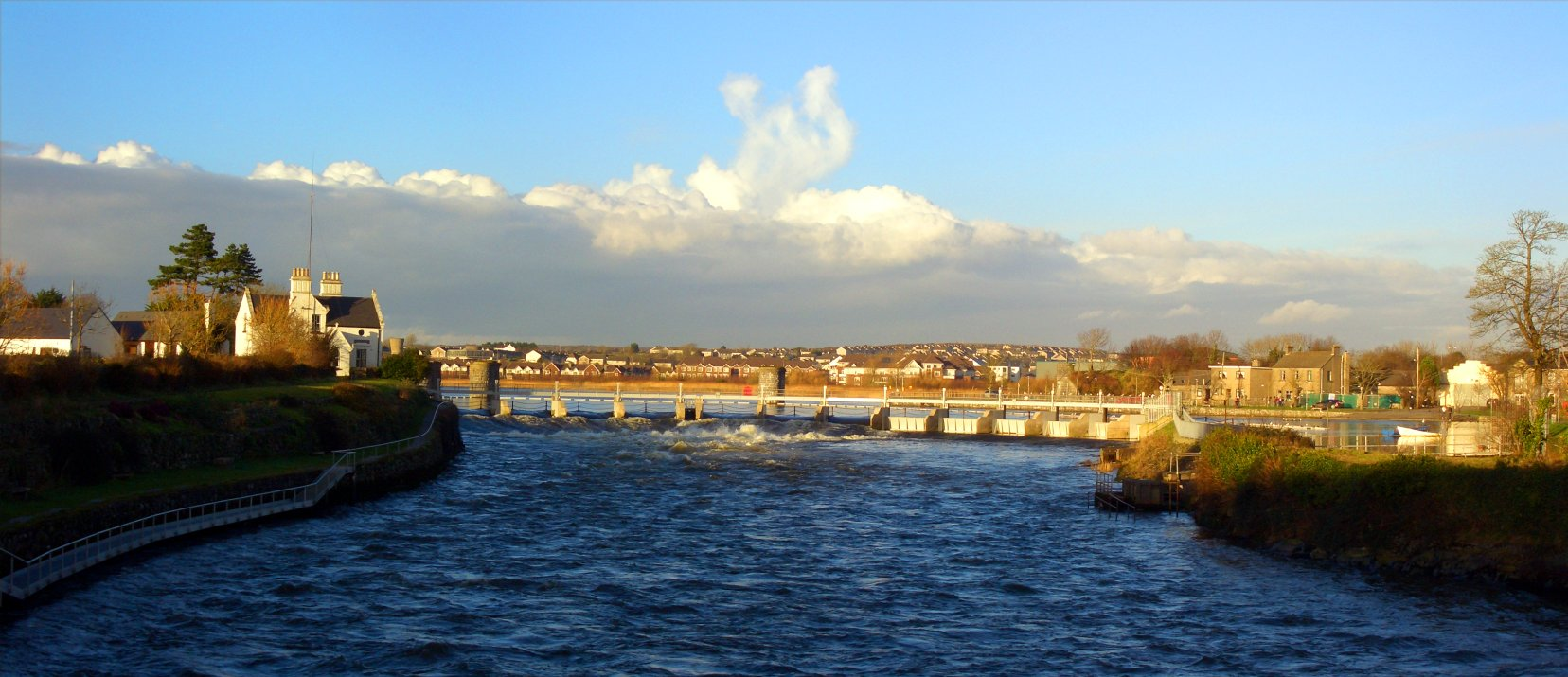
La presa y puente del Salmón
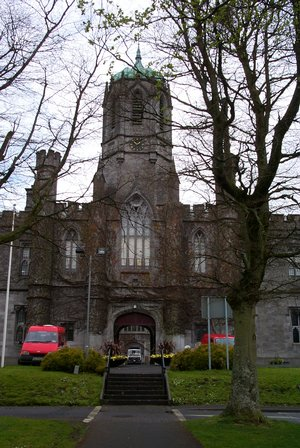
Quadrangle, rectorado de la NUIG (campus de Galway)
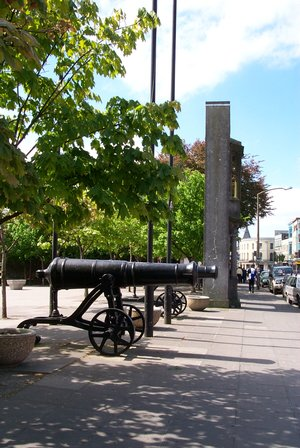
Cañones en Eyre Square
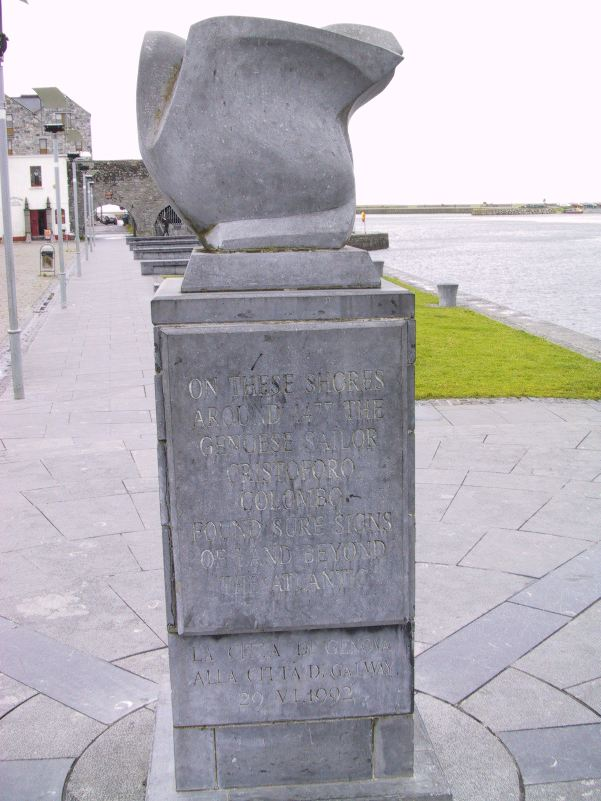
Piedra-monumento a Colón en el paseo español de la ciudad de Galway
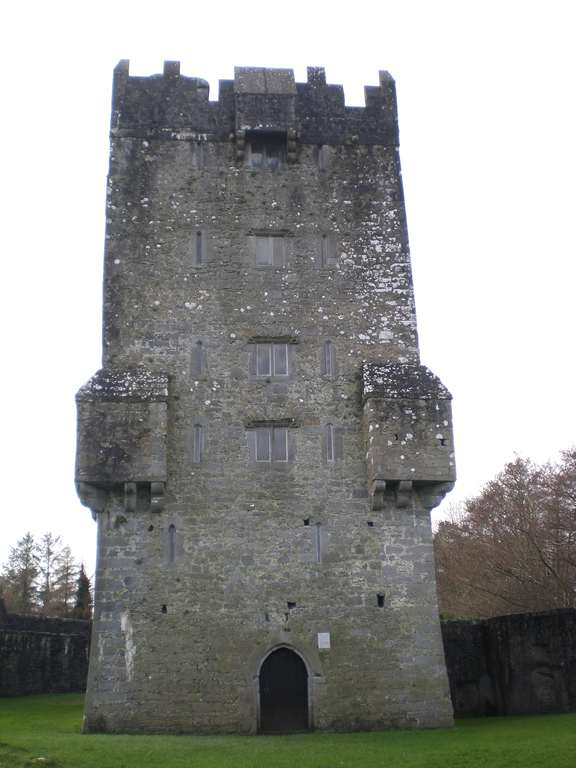
Castillo de Aughnanure - La torre de los O'Flahertys

## Capital Europea de la Cultura
En julio de 2016, la Comisión Europea anunció que Galway y Rijeka (Croacia) iban a ser las Capitales Europeas de la Cultura 2020, una decisión tomada por un panel de diez expertos independientes elegidos por la Unión Europea.

## Ciudades hermanadas
- Aalborg, Jutlandia Septentrional, Dinamarca.
- Bradford, Inglaterra, Reino Unido.
- Cambridge, Massachusetts, Estados Unidos.
- Chicago, Illinois, Estados Unidos.
- Lorient, Bretaña, Francia.
- Milwaukee, Wisconsin, Estados Unidos.
- Moncton, Nuevo Brunswick, Canadá.
- Qingdao, Shandong, China.
- San Luis, Misuri, Estados Unidos.
- Seattle, Washington, Estados Unidos.
- Waitakere, Norte, Auckland, Nueva Zelanda.